# 호간의 영웅들
《호간의 영웅들》(영어: Hogan's Heroes)은 미국의 텔레비전 시트콤으로, 제2차 세계 대전 중의 포로 수용소가 무대이다. 1965년 9월 17일부터 1971년 4월 4일까지 CBS를 통해 총 168회가 방영되었다. 밥 크레인이 특수 부대를 운용하는 수용소 내 연합군 팀을 조직한 로버트 E. 호건 역으로, 워너 클렘퍼러가 수용소의 무능한 소장인 빌헬름 클링크 대령 역으로, 존 배너가 실수 연발의 경비 대장 한스 슐츠 역으로 출연하였다.
대한민국에서는 1980년 9월부터 1981년 6월까지 문화방송에서 매주 토·일요일 저녁에 방송되었다.

## 출연진
- 밥 크레인
- 워너 클렘퍼러
- 존 배너
- 로버트 클래리
- 리처드 도슨
- 아이번 딕슨
- 래리 호비스
- 케네스 워싱턴